# オクトバ (企業)
株式会社オクトバは、東京都渋谷区に本社を置く企業。WEBメディアの運営、ITコンサルティング、アプリマーケティング支援などの業務を行っている。Androidアプリのレビューサイトである「OCTOBA」の運営企業でもある。

## 概要
2004年6月に設立され、2009年にAndroidアプリのレビューサイト「OCTOBA」をリリースした。また、2012年にはニフティと共に、女性向けのAndroid活用情報サイトである 「applise（アプリーゼ）」を立ち上げている。

## 沿革
2004年 6月株式会社オクトバ設立

2009年 Androidアプリのレビューサイト「OCTOBA」リリース

2010年 3月公式Twitter運用開始

　8月Androidアプリレビューサイト「オクトバ」の専用閲覧Androidアプリをリリース

2012年 3月ニフティと共同で、女性向けのAndroid活用情報サイト「applise（アプリーゼ）」を立ち上げ